# 이갑성
이갑성(李甲成, 1889년 10월 23일 ~ 1981년 3월 25일)은 대한민국의 독립운동가, 정치인, 사회운동가이다. 그의 본관은 경주이고 대구광역시 출신이다. 아호는 연당(硏堂). 3·1운동 때 민족대표 33인의 한 사람으로 독립선언서에 서명하였으며, 1931년 신간회 사건으로 조선총독부의 탄압을 피해 상하이로 망명, 독립운동을 펼치다가 귀국하였다.
1940년 흥업구락부 사건으로 7개월간 복역하다가 윤치호의 신원보증으로 풀려났다. 1945년 독립촉성국민회의 조직에 참여하여 회장이 되고 1947년에는 남조선 과도입법위원회 의원을 지냈으며 단정 수립론을 지지하였다. 1950년 제2대 민의원 의원에 당선되었다. 그뒤 1952년 이승만의 친위조직이 된 대한인 국민회 회장을 지냈고, 그해 자유당에 입당, 1952년 10월 한국 전쟁 중 전시내각(戰時內閣)의 임시 국무총리(國務總理)를 역임했다. 1953년 자유당의 최고위원, 정무부장을 역임하였다. 4.19 혁명 후 야인으로 생활하다가 1963년 2월 민주공화당 창당 발기위원이 되었으며 1965년 광복회 회장을 지냈다.

## 생애 초반

### 출생과 젊은 시절
연당 이갑성은 1889년 10월 23일 대구 출생으로 어려서부터 고향에서 한학을 배웠다. 11세 때 한문 서당을 수학하고 돌아오던 길에 샤록스(A. M. Sharocks) 개신교 선교사를 만나 개종, 개신교 신자가 되었다.
개신교로 개종한 일로 인해 부모에 의해 집에서 쫓겨나 12세 때 돈없이 걸어서 상경하여 기독교청년회를 찾아갔다.

### 수학 시절
경성부에 도착한 그는 처음에는 연동교회 전도사랑(전도실)에서 숙식하면서 그리스도 신문을 배달하였다.
연동교회 부목사격인 선교사 밀의두(E.H.Miller)목사와 접촉하면서 그와 가까워졌고 얼마 뒤 숙소를 그의 집(연지동 136번지)으로 옮겨 집안일을 도우며 그 부인으로부터 영어를 배웠다. 밀러 목사는 1901년 9월 내한해 연동교회에서 그동안 3년 간 중단됐던 언더우드학당(경신학교)의 교육 재개에 힘쓰면서 교사로부터 교장에 이르렀으며 YMCA 이사로도 활약했다. 1906년 경신학교 제 5대 교장이 된 밀러 목사의 배려로 경신학교에 입학해 경술 국치의 해인 1910년 제5회로 졸업했다. 경신학교 재학 중 기숙사 생활을 하며 1910년 졸업할 때까지 주일이면 연동교회에 출석했으니 1901년부터 총 10여 년간 인연을 맺은 것이다.
1910년 경신학교를 졸업하고 세브란스의학전문학교에 진학, 약학을 전공했다. 1913년 세브란스의전 약학과를 마치고 다시 배우다가 1915년 세브란스의학전문학교을 졸업하였다. 세브란스 연합의학교 제약부 주임으로 선임되었다. 주택은 병원 구내에 주어졌고, 교회는 역시 구내에 있는 남문밖교회(지금 남대문교회)에 출석하며 직분은 집사였는데 연동교회로부터 남대문교회(남문밖교회)로 부임한 함태영 조사를 다시 만나 상부상조하며 지냈다.

## 독립 운동

### 만세 운동 준비
1915년 세브란스의전 부속병원 사무원이 되고, 그뒤 의전 부속병원 제약부 주임이 되었다. 미국 대통령 우드로우 윌슨의 민족자결주의에 감격, 이를 계기로 독립만세운동의 계획이 진행되자, 1918년 말부터 박희도(朴熙道) 등 개신교계 인사들과 함께 독립운동을 계획한다.
이후 독립운동을 실행함에 있어 학생들의 힘을 빌리는 것이 유리하다고 생각하여, 경성부의 학생들이 시국관에 대한 깊은 관심을 가지고 있음을 알고, 학교에서 영향력이 있던 학생들과 자주 만나 손병희 등 민족 지도자들이 독립운동을 주도한다며 독립운동 계획을 알려 동참을 호소하는 한편, 비밀리에 경성부 내 각 고등학교, 전문학교 학생들의 동정을 주시하였다. 이에 고종 황제가 갑자기 죽자 그해 2월을 만세 거사 기일로 정하였다.

### 3. 1 운동 직전
3·1 운동이 일어날 때는 병원 제약부 담당으로 재직 중 민족대표 33인에 개신교 대표의 한 사람으로서 참가하여 독립선언서에 서명하고 원로격인 33인과 학생들과의 매개 역할을 맡아 학생 시위를 조직했다. 1919년 2월 20일 밤 서울 남대문로5가의 함태영 집에서 함태영, 현순(玄楯), 안세환, 오상근(吳尙根) 등과 만나, 3월 1일의 만세운동을 계획하였다. 1919년 2월 22일 학생들이 따로 독립선언서를 만들어 독립선언을 할 계획이 있다는 사실을 듣고는, 이를 중지하고 손병희 등이 주도하는 독립운동 계획에 참가할 것을 호소하여 성사시켰다. 2월 27일 박희도, 함태영(咸臺永), 김창준(金昌俊), 신석구(申錫九), 오화영(吳華英), 이인한(李寅煥), 최성모(崔聖模), 이필주(李弼柱), 박동완(朴東完) 등과 함께 이필주의 집에 모여, 함태영이 최남선(崔南善)이 기초한 여러 가지 문서의 초안을 천도교계 인사 최린(崔隣)으로부터 받아와, 그 취지에 찬성하여 개신교측의 민족대표의 한 사람으로서 서명 날인한다.
2월 28일에는 목사 김창준에게 함태영이 인쇄한 독립선언서 900매 중 약 600매를 받은 뒤 이를 다시 인쇄하고, 그날 5매를 세브란스 의학전문학교 학생인 이용설(李容卨)에게 교부하여 인쇄하게 한 뒤 학생들에게 돌리게 하였다. 3월 1일 아침 일찍 이갑성은 독립선언서를 수천 장 인쇄하여 400여매를 병원 사무실에서 세브란스 의학전문학교 학생인 이용상(李容祥)에게 주어, 그중 200매는 대구의 목사 이만집(李萬集)에게 보내고 나머지 200매를 마산의 독립운동 동조자 임학찬(任學瓚)에게 보내도록 한다. 또한 학생 김병수(金屏沫)에게는 전라북도 옥구군에 있는 박연세(朴淵世) 등에게 보내기 위해 200매를 주었으며, 충청남도 천안에서 올라온 임영신에게도 일부 배포하고, 경성부 강기덕(姜基德)에게 1,500매를 주어 배포케 한다. 2월 28일 밤 경성부 재동(齋洞)에 있는 손병희의 집에 모인 손병희 등의 민족대표들은, 당초에 독립선언 장소로 결정했던 파고다 공원에는 많은 학생들이 모이기 때문에 큰 혼란이 있을 것을 염려하여, 다시 그 장소를 인사동(仁寺洞)의 태화관(泰華館)으로 정하였다.

### 3.1 운동과 체포
3월 1일 경성부 인사동 태화관에서 민족대표 33인은 독립선언서를 낭독하였다. 이때 그는 시위전단 살포와 학생들 독려를 위해 시내에서 활동하였다.
3월 1일 전국적으로 만세 시위가 벌어지자 학생시위운동 및 전단살포 등 중책을 맡아 수행하던 중 3월 1일 오후 2시경 민족대표 33인들은 태화관(泰華館)에 모였고 이갑성으로 하여금 조선총독부에 미리 의견서를 제출한 뒤, 회합 장소를 떠나지 않고 조용히 포박당하기로 약속한다. 3월 1일 오후 이갑성은 조선총독부에 민족대표 33인의 의견서를 제출하러 갔다가 조선총독부 경찰에 체포되어 경성지방법원에 회부, 1920년 경성복심법원에서 소위 보안법과 출판법 위반 혐의로 징역 2년 6개월형을 선고 받고 서대문형무소에서 복역했다.

### 석방과 망명
석방 후 대한기독교청년회연맹(YMCA)에 가입하여 회원으로 활동하였으며 1924년 세브란스 의학전문학교의 재단 이사, 세브란스의약(醫藥) 지배인이 되었다. 1925년 2월 이창제(李昶齊), 현신덕(玄信德), 조철호(趙喆鎬), 배집(裵執), 변성옥(邊成玉) 외 5인과 함께 공산주의 계열의 반기독교 운동에 저항하기 위해 시사구락부(時事俱樂部)를 조직하여 사회주의자들의 반기독교 주장에 저항하였다.
1926년 대한기독교청년회연맹 이사로 선출되었다. 1931년 주식회사 경성공업(京城工業)의 경성공장 지배인이 되었다.
1927년부터는 허헌, 김병로, 이인, 허정숙, 조병옥 등과 함께 신간회(新幹會)를 결성하여 활동하였다. 1933년 신간회 사건으로 체포령이 떨어지면서 상하이(上海)에 망명하여 상하이 임시정부에 가담, 독립운동에 종사하였다. 1938년 귀국, 흥업구락부(興業俱樂部)에 가입하여 활동하던 중 1940년 흥업구락부 사건에 연루되어 7개월간 서대문 형무소에서 복역하였다. 윤치호의 신원 보증으로 풀려났다.

### 친일 의혹과 반론
출옥 후 1920년대까지 대한기독교청년회연맹(YMCA), 신간회, 흥업구락부 등에 참가하여 기독교 계통의 청년 운동을 계속하다가 1933년 상하이로 망명했다. 그가 이때부터 일제의 밀정으로 일했다는 증언들이 다수 있다. 이갑성은 민족대표 33인 중 최린, 정춘수와 함께 창씨개명을 한 세 사람 중 한 명이기도 했다.
이 때문에 1993년 대한민국 국가보훈처에서 훈장 서훈자 중 친일 혐의가 있는 자의 명단을 발표할 때, 과거 독립유공자 심사위원까지 맡았던 이갑성의 이름이 포함되었다. 하지만 밀정 혐의의 특성상 세월이 흐른 뒤 근거를 찾기 힘들었고 관련자 대부분이 사망한 상태가 되어 버린데다, 더 이상의 조사가 이루어지지 않음으로써 의혹만 남았을 뿐 명확한 사실은 드러나지 않았다.
이와 같은 이갑성의 논란은 민족문제연구소나 한겨레에서 집중적으로 조명되다. 2005년 3.1절 특집 SBS 뉴스추적 "누가 변절자인가" 편에서는 이갑성의 친일의혹을 면밀히 검증한 결과 이는 전혀 사실이 아니며 민문연에서 제시한 것들도 근거가 희박한 것들이 많고, 이갑성이 광복 이후 우익계열에서 활동했기 때문에 좌익단체로부터 집단적인 음해를 받았다는 주장이 제기되었다.

## 광복 이후

### 광복 직후
이갑성은 광복 후에는 우익 정치인으로 활동했다. 1945년 10월 반탁운동을 위해 결성된 이승만의 대한독립촉성국민회(獨立促成國民會)에 참여하고 독립촉성국민회 회장에 선출되었으며, 1945년 10월 5일 조선 각지에 파벌다툼이 심한 점을 지적, 이를 개탄하며 정당통일기성회를 결성하였다. 12월 14일 김여식(金麗植), 권동진 등과 함께 신한민족당(新韓民族黨)을 창당하고 권동진을 당수로 추대했다.
당시 조선에는 여러 정당, 사회단체가 생겼다. 이갑성은 1971년 12월 9일 동아일보 기자와의 인터뷰에서 "해방이 되니까 왜 그리 많은 정당이 생기는지 한심한 상태였다. 그때가 언젠지 모르나하지 중장을 만나 등록된 정당이 몇개나 되느냐고 물었더니 74개라고 대답합디다"라는 것이다. 한민당의 창립 발기인이었던 그는 동아일보 인터뷰에서 밝힌 바에 따르면 "정부가 선후에라야 정당이 있는 법이지 독립도 정부도 아직 안섰는데 정당이 무슨 필요가 있느냐"는 생각이 들었다고 한다. 1945년 10월 우후죽순 생겨난 정당, 단체들을 하나로 모을 목적으로 정당통일기성회를 조직했고, 수십개의 단체들 중 뜻이 맞거나 성격이 비슷한 단체들은 통합되었다.
1946년 미소공동위원회를 영접하는데 참석하였다. 그뒤 1946년 4월 18일 한독당. 국민당(國民黨)과 신한민족당의 3당 통합에 참여하였으나 곧 한국독립당에서 안재홍 등이 제명되자 그도 탈당하였다. 1946년 정당통일기성회 위원장에 선출되었으나 갈등이 계속되면서 결국 1947년 해산하게 된다.
1947년 10월 미군정이 설치한 남조선과도입법의원 의원에 출마하여 당선, 그해 12월부터 남조선과도입법위원회 의원을 지냈다.
이때 김규식(金奎植) 등의 좌우합작에 협력하던 중 그뒤 단정 수립론과 남북협상론이 나오자 이승만의 단정 수립론을 지지하였다. 1948년 3월 미 군정청 군정장관 딘 소장으로부터 5·10 총선거를 관리하기 위한 중앙선거위원회 위원의 한 사람에 임명되었다. 1948년 5월에는 이승만의 친위조직화된 대한인국민회 소속으로 대구에서 출마하였으나 낙선하였다. 이후 대한인국민회를 지도, 운영하였다.

### 정치 활동

#### 이승만 정부 초반
이승만의 단정 수립에 참여하였으며 1950년 5월에는 국민회 소속으로 대구에서 제2대 민의원(民議院) 의원 선거에 출마, 당선되었다. 6.25 전쟁 직후 6월 28일 서울이 점령당하자 자가용편으로 대전으로 피신, 무임소 장관으로 국무회의에 참석하였다.
1951년 5월 16일 이시영 부통령의 사퇴로, 부산 피난지에서 열린 제2대 국회에서 실시한 제2대 부통령선거에서 여당격인 대한국민당 소속 부통령 후보로 입후보하였으나 낙선했다. 재적 국회의원 210명 중 재석의원 151명에 의해 선출된 부통령 선거에서 민주국민당 소속 김성수와 경합했는데, 1차 투표와 2차 투표에서 당선표수 미달, 3차 투표에서 73표를 얻어 낙선, 78표를 얻은 김성수가 부통령으로 선출됐다.
한국 전쟁 중이던 1952년 10월 이승만(李承晩)대통령으로부터 전시내각(戰時內閣)의 국무총리(國務總理)에 임명되기도 했다. 11월에는 정식 국무총리로 국회에 인준하였으나 부결되었다.
1952년 대한인 국민회 회장 겸 최고위원에 추대되었으며, 자유당과 흡수, 합병 형식으로 자유당에 입당하였다.

#### 자유당에 참여
이범석의 족청계가 양우정(梁又正) 등을 통하여 국민회 계열 파괴공작을 시도하였을 때 이에 저항하여 자유당 내에서 족청계를 견제하였다. 족청계의 성장을 견제하던 이승만이 이를 높이 사서 그를 자유당 최고위원에 임명하여 이범석계열을 견제하게 한다.
1953년 집권당이던 자유당의 최고위원과 당 정무부장이 되었고, 정·부통령 선거에 부통령 후보로도 출마하였다. 1953년 3.1 운동 관련 단체인 민족대표 33인유족회의 회장이 되고, 국산부흥회장 등을 역임하였다. 족청계가 숙청된 뒤 이승만의 특별 부탁으로, 혼란에 휩싸인 자유당을 재건하기 위한 8인 재건위원회 위원의 한 사람이 되어 자유당 정무부장(政務部長)으로 활동하였다. 그러나 이기붕 계열과 주도권을 두고 암투를 벌이던 중 이기붕계열에 의해 숙청되어 당의 실세에서 밀려나게 된다.
1956년 정, 부통령 선거에 무소속으로 출마하기 위해 자유당을 일시 탈당하고 부통령 후보로 출마하였다. 이때 대통령 후보로는 이승만을 지지한다 하고 출마하였으나 낙선하였다. 1960년의 정부통령 선거에도 부통령으로 입후보하였으나 군소부호로 낙선하였다.

### 3공화국 시절
1960년 4월 이승만이 하야하자 야인으로 물러났다가, 윤치영, 임영신, 임병직 등과 함께 우익 단체를 지도하였다. 1961년 5.16 군사 정변이 일어나자 혁명을 지지하였고, 1962년 건국공로훈장 대통령장을 받았다.
1963년 1월부터 민정 이양 시기에는 김종필, 윤일선, 정구영 등이 주도한 공화당 창당 작업에 발기위원으로 참여했다. 1963년 건국대학교에서 명예법학박사 학위를 받았다. 1965년 1월 15일 한일회담 고문에 위촉되었으나 사양하였고 그해 광복회 회장에 취임, 독립유공자들의 발굴과 복지증진을 위하여 노력하였고, 1965년 이준열사기념사업회 총재에도 선출되었다. 그 해, 황신덕 등이 조직한 삼일동지회(三一同志會)의 고문으로도 위촉되었다.

## 생애 후반
3·1 운동 당시 김창준, 박희도와 함께 30대 초반으로 가장 연소한 편이었으며, 93세까지 장수함으로써 33인 중 가장 늦게까지 생존했다. 광복 이후 독립유공자 대표로 매년 3·1절 행사와 광복절 행사에 초청되었다. 국토통일원 장관을 지낸 정치외교학자 이용희가 이갑성의 아들이다.
1980년 다시 그의 밀정설이 제기되었다. 80년 임정 국무위원 출신 조경한(曺擎韓)이 박창암을 불러 이갑성이 일제의 밀정이라 주장 '내가 이걸 밝혀야 되겠는데 자네 용기 있나'라고 했고, 박창암은 조경한의 부탁을 수락했다. 박창암은 조경한의 진술을 토대로 월간 <자유>에 발표했고 이갑성은 병석에서 박창암을 상대로 소송을 제기했으나 재판진행 중 소송의 결과를 보지 못하고 사망, 소송은 취소되었다. 뒤에 윤치영이 박창암을 찾아가 몇이 달라붙어도 해결못할 일을 해결했다며 치하하였다. 이갑성은 1981년 3월 25일에 사망했다. 민족대표 33인 중의 마지막 생존자였다.

## 상훈
- 대한민국 정부는 그의 공헌을 기려 1962년 건국공로훈장 복장(건국훈장 대통령장)을 수여하였다.

## 학력
- 경성 세브란스 의학전문학교 학사(1915년)
- 대한민국 국방대학교 행정학사 1기(1956년)

### 명예 박사 학위
- 1963년 건국대학교 명예법학박사

## 기타
신앙 초기에 서울 연동교회를 다녔고, 이후 남대문교회(南大門敎會)에 출석하였다.
3·1 운동 당시 한국의 독립운동 장면을 사진으로 촬영해달라는 석호필(스코필드)의 부탁을 받고 경성 시내에서 학생들의 만세 장면을 카메라 사진으로 여러장 촬영해서 주기도 했다. 학생들의 만세 장면과 조선총독부 헌병들의 사격장면 등을 담은 이 사진들은 스코필드와 조선총독부 치하 조선에 와 있던 미국인 기독교 선교사들을 통해 서방세계로 알려지게 되었다.

## 같이 보기
- 연동교회
- 민족대표 33인
- 신간회
- 흥업구락부
- 제1공화국
- 신한민족당
- 한국독립당
- 대한인 국민회
- 자유당
- 독립유공자로 대통령장을 수여받은 사람

## 이갑성을 연기한 배우들
- 이일웅 - 2003년 (야인시대) SBS 드라마

## 참고 문헌
- 연동교회 역사위원회, 《연동교회 애국지사 16인 열전》 (연동교회 창립 115주년 기념 출판물)
- 고춘섭, 《경신사》, (1991)
- 박은식, 《한국독립운동지혈사》 (유신사, 1920)
- 국사편찬위원회, 《한국독립운동사 2》 (국사편찬위원회, 1966)
- 독립운동사편찬위원회, 《독립운동사 2》 (독립운동사편찬위원회, 1971)
- 독립운동사편찬위원회, 《독립운동사자료집 5》 (독립운동사편찬위원회, 1972)
- 한국국회인물사편찬회, 《역대국회의원총람》 (조세공론사, 1983)
- 국가보훈처,《 대한민국독립유공자인물록》 (국가보훈처, 1997)
- 송남헌, 한국현대정치사 1(성문각, 1980)

## 역대 선거 결과
|  | 0% |

|  | 23.14% |

|  | 48.03% |

|  | 7% |

|  | 33.27% |

|  | 0% |

## 참고 문헌
- 이갑성 - 대한민국헌정회
- 이갑성 : 독립유공자 공훈록 - 국가보훈처
- 연동교회 애국지사 16인 열전

| 전임 이윤영 (서리) | 전시 내각의 임시 국무총리 (백두진과 공동) 1952년 10월 14일 ~ 1953년 7월 27일 | 후임 백두진 |

| 전임 이청천 이윤영 | 전시 내각의 무임소장관 1950년 6월 28일 ~ 1952년 10월 13일 | 후임 이윤영 허정 |